# 八尾若江之戰
八尾・若江之戰是大坂夏之陣其中一場戰爭。德川軍和豐臣軍在八尾和若江的軍事衝突。八尾方面由藤堂高虎與長宗我部盛親交戰。而若江由井伊直孝對木村重成。最後木村重成陣亡，而長宗我部盛親給予藤堂高虎不少傷害。此戰役藤堂隊有不少將領是前長宗我部盛親的家臣。

## 八尾之戰
長宗我部勢先鋒吉田重親、進攻藤堂勢中備藤堂高吉。初時，藤堂高虎各隊取得優勢，長宗我部隊先鋒吉田重親陣亡，幾乎可以殺進長宗我部的本陣。但遭到長宗我部伏兵突襲，長宗我部軍的騎馬者都下馬，持槍埋伏在堤防邊，趁藤堂軍接近時ㄧ齊攻擊，造成左先鋒部隊陷入混亂，藤堂高刑、藤堂氏勝和桑名一孝戰死，然後長宗我部取得優勢，藤堂高吉來援，亦被擊退。在正午時候，長宗我部軍在長瀨川堤防上休整，接獲若江的木村重成戰死的消息後，為免部隊被孤立，長宗我部決定撤退。

## 若江之戰
至於若江方面，兩隊正面交鋒井伊隊先由左先鋒川上良利及右先鋒庵原朝昌交戰，左先鋒的川上良利率先突擊木村本隊，不過失敗而川上陣亡。然後到庵原朝昌上前，在混戰下，木村重成及部下山口弘定、內藤長秋均陣亡，而左先鋒木村宗明隊見榊原康勝、丹羽長重加入戰團，指揮剩餘部隊撤退。